# Colombes sportives de la Manouba
Les Colombes sportives de la Manouba (arabe : الحمائم الرياضية بمنوبة) ou CSMa sont un club tunisien de handball basé à La Manouba.
Le club fondé en 1997 est actuellement le club comptant le plus grand nombre de licenciés en Tunisie.